# Schmelzer Friedhof

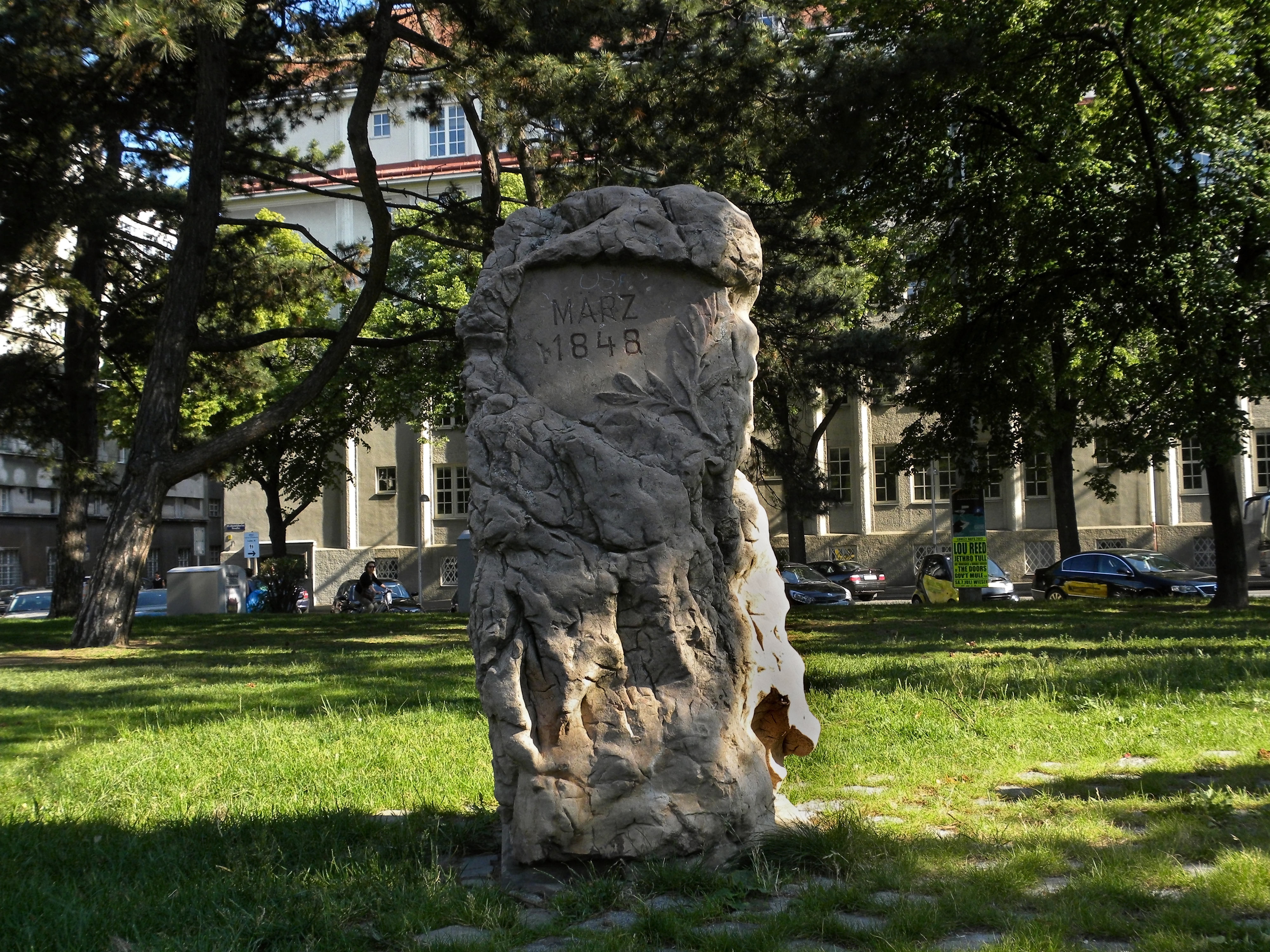
Denkmal für die bis 1888 am Schmelzer Friedhof begrabenen Gefallenen der Märzrevolution 1848

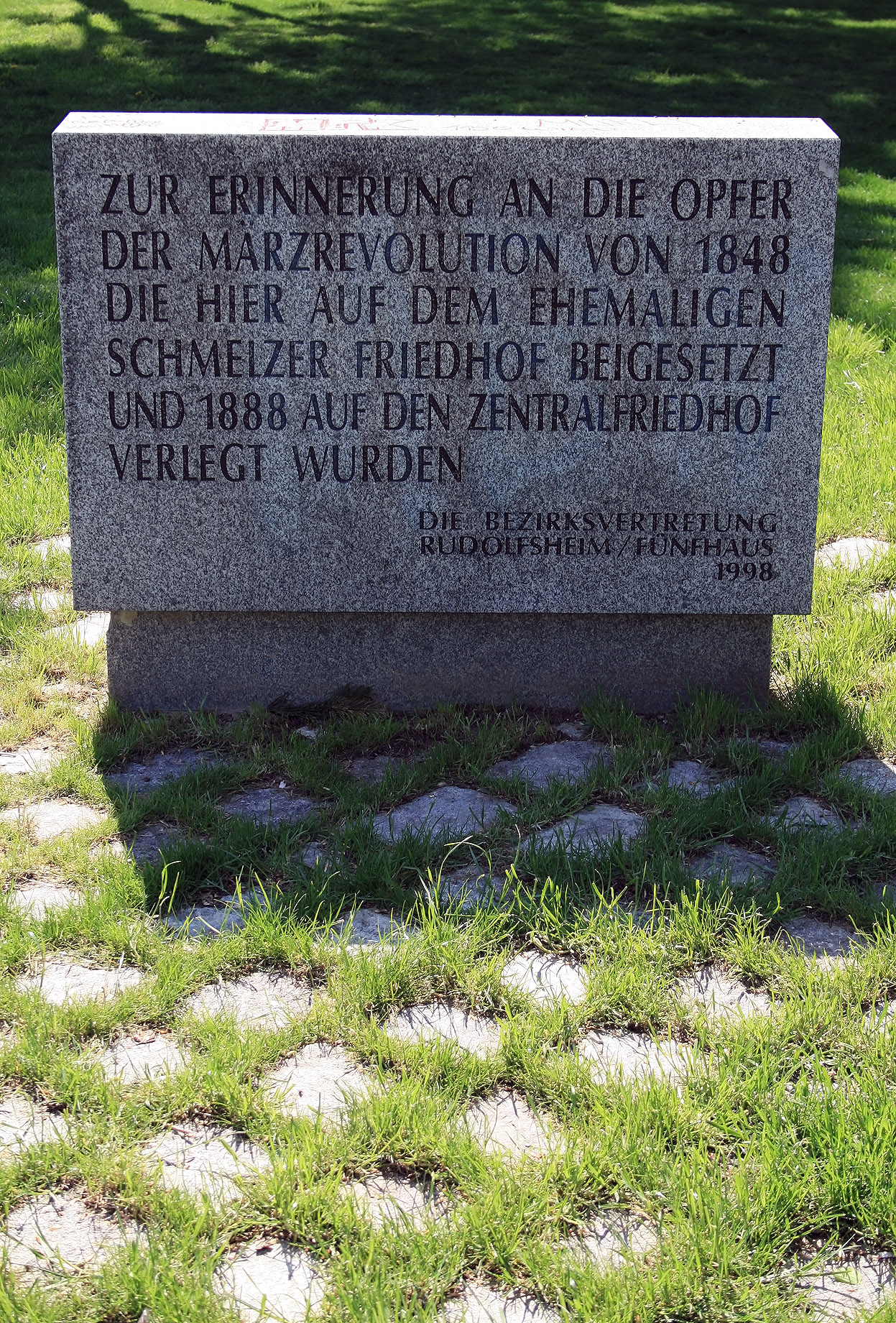
Tafel beim Gedenkstein für die Toten der Märzrevolution am früheren Schmelzer Friedhof, dem heutigen Märzpark

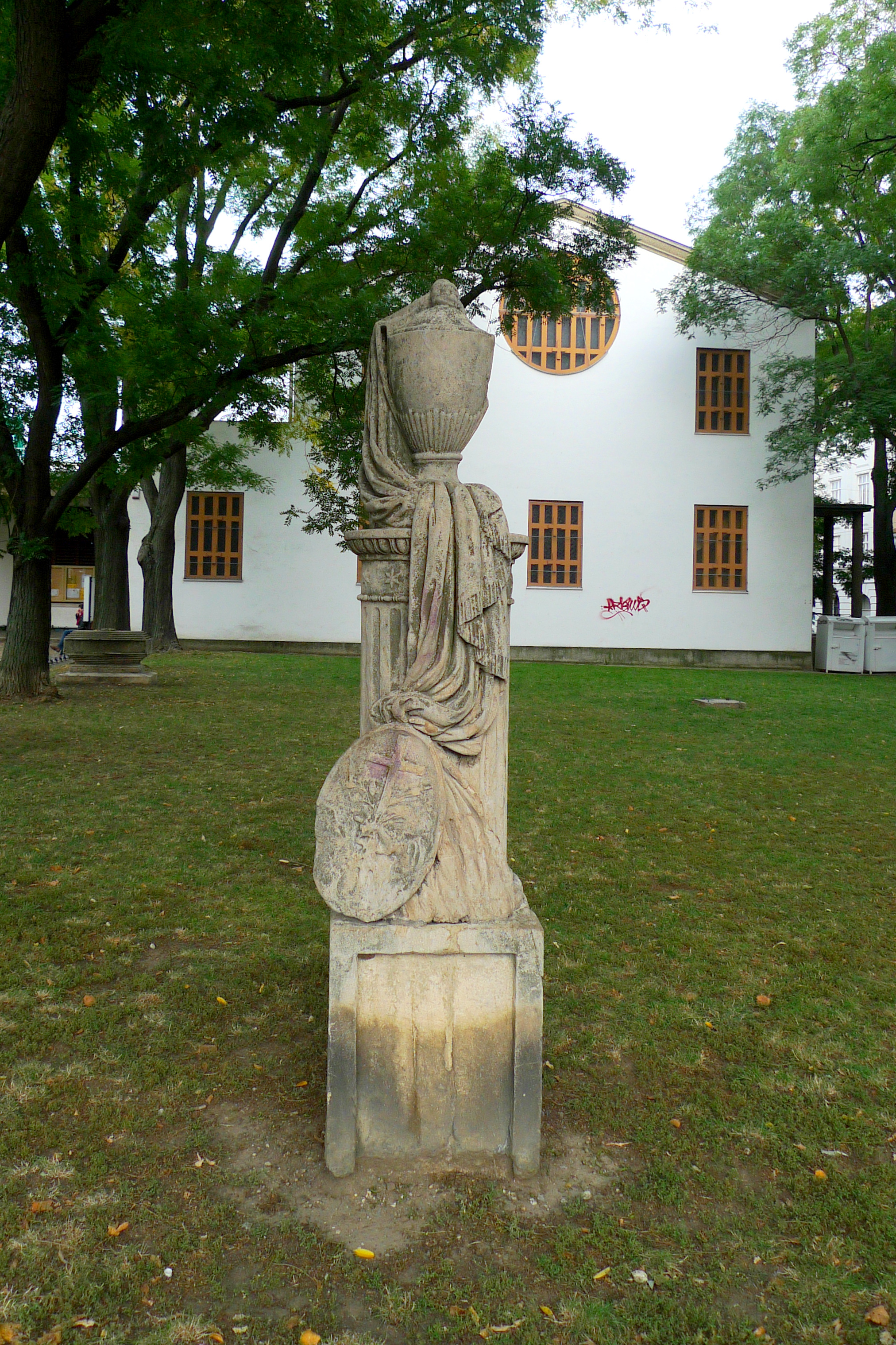
Die Grabsäule mit Urne, eines der Relikte vor der Christkönigskirche (im Hintergrund)

Der Schmelzer Friedhof wurde als Ersatz für die unter Kaiser Joseph II. geschlossenen Vorstadt-Friedhöfe von Wien außerhalb des Linienwalls angelegt und nach der Schmelz benannt. Er wurde 1874 für weitere Bestattungen gesperrt. Seit 1892 befand er sich, da die linksufrigen Vororte der Stadt eingemeindet wurden, im Stadtgebiet Wiens. Nach dem Ersten Weltkrieg wurde der Friedhof aufgelassen. Heute befinden sich auf dem Gelände unter anderem der Märzpark und die Wiener Stadthalle.

## Geschichte
Aufgrund der von Kaiser Joseph II. verfügten „Josephinischen Reformen“ wurden aus hygienischen Gründen alle Friedhöfe innerhalb des Linienwalls (etwa innerhalb des heutigen Gürtels) geschlossen. Als Ersatz wurden die so genannten „Communalen Friedhöfe“ errichtet, dies waren der Sankt Marxer Friedhof, der Währinger Friedhof, der Hundsturmer Friedhof, der Matzleinsdorfer Friedhof und der 1782 angelegte Schmelzer Friedhof. Mit einer Fläche von rund 74.000 Quadratmetern war er der größte der damaligen Friedhöfe im Raum Wien.
Hier waren auch 35 Gefallene der Revolution von 1848 beigesetzt, nachdem der Friedhof selbst zum Kampfplatz zwischen Mobilgardisten und kaiserlichen Truppen geworden war; sie erhielten nach ihrer Exhumierung 1888 ein Ehrengrab auf dem Wiener Zentralfriedhof.
Die steinernen und schmiedeeisernen Grabdenkmäler werden von Rudolf Pichler als künstlerisch zum Teil als interessant beschrieben, die Mitte des 19. Jahrhunderts aufgekommenen, industriell gefertigten gusseisernen Grabkreuze hingegen waren billige Massenware.
Die Eröffnung des Wiener Zentralfriedhofs 1874 leitete das Ende der „Communalen Friedhöfe“ ein; neue Bestattungen durften hier nicht mehr vorgenommen werden. 1888 erwarben die Gemeinden Rudolfsheim, Fünfhaus und Sechshaus Friedhofsfläche beim Baumgartner Friedhof. Danach kam es beim Schmelzer Friedhof, dessen Fläche schräg zum entstehenden neuen Straßenraster lag, zunächst zu Grundstücksabtretungen an den Randgebieten und später zur Errichtung von Straßen quer durch das Friedhofsgelände. Seit 1892 befand sich das Friedhofsareal im Gebiet der Stadt Wien.
Noch 1912 lag allerdings das stadtzentrumsseitige Ende der Hütteldorfer Straße westlich des Friedhofs (Zinkgasse); östlich des Friedhofs (Löhrgasse) führte die Aufmarschstraße vom Gürtel zu ihm. Nach dem Ersten Weltkrieg, 50 Jahre nach der Sperre des Friedhofs, wurde er komplett aufgelassen.
Im südwestlichen Viertel des Gottesackers war der Bauplatz für das lange schon geplante Museum der Stadt Wien vorgesehen. Um wenigstens die schönsten Grabdenkmäler zu erhalten, war geplant, diese in einem Halbkreis aufzustellen und gemeinsam mit einer kleinen Kapelle mit einem Dach zu überdecken. Außerdem sollte ein Denkmal für Ritter des Maria-Theresien-Ordens, die auf dem Schmelzer Friedhof bestattet waren, errichtet werden. Von all den großteils noch während der Monarchie geplanten Projekten wurde jedoch kein einziges verwirklicht. 1928 wurde auf einem Teil des einstigen Friedhofsareals der „Märzpark“ angelegt, dessen Name an die einst hier bestatteten Opfer der Märzrevolution 1848 erinnert. Auf einem anderen Teil (15., Hütteldorfer Straße 7–17) entstand 1925 / 1926 die 2. Gewerbliche Fortbildungsschule, heute 2. Wiener Zentralberufsschule. 1953–1958 wurde die Wiener Stadthalle erbaut.

## Grabdenkmäler bei der Christkönigskirche
In der Grünfläche bei der in den 1930er-Jahren erbauten Christkönigskirche im Nibelungenviertel sind Relikte des Schmelzer Friedhofs aufgestellt, die auch unter Denkmalschutz stehen.
- Ein Sarkophag
- Ein schmiedeeisernes Kreuz
- Eine Grabsäule mit Urnenaufsatz
- Die Tumba des Freiherrn von Bertoletti
- Das Grabmal der Josefa Melly (auch Grabmal Groll): eine neugotische Tabernakelsäule, die einer Lichtsäule nachempfunden ist

## Prominente Bestattete
Auf dem Schmelzer Friedhof wurden zahlreiche wohlhabendere Verstorbene aus den Vorstädten Neubau und Schottenfeld bzw. seit 1850 dem 6., seit 1861 7.  Wiener Gemeindebezirk – dem so genannten „Brillantengrund“ – beigesetzt. Auf den Grabsteinen wurden viele Posamentierer und Seidenzeug- und Bandfabrikanten genannt.
Unter den von Rudolf Pichler 1912 genannten hier bestatteten Prominenten befanden sich unter anderem:
- Feldzeugmeister Johann Freiherr von Kutschera, k.k. Geheimer Rat und Generaladjutant von Kaiser Franz I.
- Doktor Vinzenz Ritter von Kern, Leibarzt von Kaiser Franz I.
- Johann Wilhelm Klein, Gründer der Blindenerziehungsinstituts, umgebettet in ein Ehrengrab auf dem Wiener Zentralfriedhof
- Louise von Sturmfeder, Hofdame, Erzieherin von Kaiser Franz Joseph I. und Kaiser Maximilian von Mexiko, 1911 umgebettet in ein Ehrengrab auf dem Wiener Zentralfriedhof
- Ignaz Bösendorfer, Klavierfabrikant
- Friedrich Schnirch, Ingenieur und Konstrukteur der ersten Verbindungsbahnbrücke in Wien
- Leander Russ, Maler
- Joseph Chmel, Leiter der Historischen Kommission, Österreichische Akademie der Wissenschaften
- Franz Josef Dobiaschofsky, Maler
- Karl van Beethoven, Neffe des Komponisten (1903 exhumiert)
- Joseph Lange, Schauspieler
- Maximilian von Weyrother, Oberbereiter der Spanischen Hofreitschule
- Philipp Freiherr Draexler von Carin, k.k. Hofrat und Direktor des Obersthofmeisteramtes